# Afrogamasellus citri
Afrogamasellus citri är en spindeldjursart som beskrevs av Loots 1969. Afrogamasellus citri ingår i släktet Afrogamasellus och familjen Rhodacaridae. Inga underarter finns listade i Catalogue of Life.